# IBU-Cup
Der IBU-Cup ist eine während des Winters ausgetragene Reihe von Wettkämpfen im Biathlon. Ausrichter ist die Internationale Biathlon-Union.
Sowohl bei den Damen als auch bei den Herren ist der IBU-Cup die zweithöchste internationale Wettkampfklasse des Winters nach dem Biathlon-Weltcup. Deshalb wird der IBU-Cup umgangssprachlich auch „zweite Liga“ genannt. Starter sind sowohl junge Athleten, die man langsam an den Weltcup heranführen möchte, als auch erfahrene Athleten, deren Leistung nicht ausreicht, um dauerhaft von ihrem Verband für die Weltcupmannschaft nominiert zu werden. Deshalb findet zwischen IBU-Cup und Weltcup – insbesondere bei den stärksten Nationen mit den meisten Athleten – immer wieder ein Austausch zwischen Welt- und IBU-Cup statt. Die Gesamtsieger des IBU-Cups sind darum nicht immer zwangsläufig die besten Athleten innerhalb der Wertung, sondern oft diejenigen, die während eines Winters die meisten Rennen bestritten haben.
Höhepunkt des Winters sind die Biathlon-Europameisterschaften, die als offene Meisterschaften nicht auf europäische Athleten begrenzt sind. In der Regel nehmen an diesen Titelkämpfen die Athleten des IBU-Cups teil, manche Nationen entsenden jedoch auch Athleten aus dem Weltcup, um möglichst gute Erfolge zu erzielen.
Bis 2008 wurde der IBU-Cup offiziell Europacup genannt. Die Sieger finden sich in dieser Liste.

## Organisation
Die Wettkampfserie besteht heute aus neun Austragungsorten mit zumeist drei Wettbewerben pro Veranstaltung. Die Saison umfasst gewöhnlich etwa 23 Individualrennen.

### Vergabe der Startplätze
Bis zur Saison 2010/11 standen jedem Nationalverband pro Rennen 7 Startplätze zu, dem Gastgeber zusätzliche 5.
Ab der Saison 2011/12 gelten neue Regelungen. Dann wird die Anzahl der Startplätze nach der Platzierung im Nationencup des Vorjahres berechnet.
| Platzierung im Nationencup | 1 – 5 | 6 – 10 | 11 – 20 | 21 + |
| Anzahl Startplätze         | 6     | 5      | 4       | 3    |

Außereuropäische Verbände dürfen auf jeden Fall mindestens vier Starter stellen.

## IBU-Cup-Punktesystem
Das Weltcup-Punktesystem der IBU für die Einzelrennen der Damen und Herren bestimmt auch die Gesamt- und Disziplinenwertungen im Biathlon-IBU-Cup. Es unterscheidet sich von dem im nordischen und alpinen Skisport sonst üblichen FIS-Punktesystem dadurch, dass Konstanz auf hohem Niveau über die gesamte Saison hinweg stärker belohnt wird als ein ständiger Wechsel zwischen Spitzenplätzen und Platzierungen am Ende oder außerhalb der Punkteränge. So erhält beispielsweise ein Biathlet, der von zehn Rennen fünf gewinnt und in den übrigen fünf Rennen nicht punktet, weniger Punkte als ein Konkurrent, der in diesen Rennen immer den zehnten Platz erreicht (300 gegenüber 310) – nach dem System der FIS würde er dagegen fast doppelt so viele Punkte erzielen wie sein Kontrahent (500 gegenüber 260).
Die in der Gesamtwertung führenden Sportler tragen in den Rennen nach dem Vorbild der Tour de France ein gelbes Trikot, die in der jeweiligen Disziplinwertung führenden Athleten werden durch ein rotes Trikot ausgewiesen, zusätzlich gibt es auch eine gelb-rote Kombination. Die am Saisonende für den Sieg in diesen Wertungen vergebenen Trophäen – die sogenannten großen und kleinen Kristallkugeln – gehen ins Eigentum  der jeweiligen Gewinner über.

### Punkteverteilung
| Platzierung | 1  | 2  | 3  | 4  | 5  | 6  | 7  | 8  | 9  | 10 | 11 | 12 | 13 | 14 | 15 | 16 | 17 | 18 | 19 | 20 | 21 | 22 | 23 | 24 | 25 | 26 | 27 | 28 | 29 | 30 | 31 | 32 | 33 | 34 | 35 | 36 | 37 | 38 | 39 | 40 |
| Punkte      | 60 | 54 | 48 | 43 | 40 | 38 | 36 | 34 | 32 | 31 | 30 | 29 | 28 | 27 | 26 | 25 | 24 | 23 | 22 | 21 | 20 | 19 | 18 | 17 | 16 | 15 | 14 | 13 | 12 | 11 | 10 | 9  | 8  | 7  | 6  | 5  | 4  | 3  | 2  | 1  |

| Platzierung | 1  | 2  | 3  | 4  | 5  | 6  | 7  | 8  | 9  | 10 | 11 | 12 | 13 | 14 | 15 | 16 | 17 | 18 | 19 | 20 | 21 | 22 | 23 | 24 | 25 | 26 | 27 | 28 | 29 | 30 |
| Punkte      | 50 | 46 | 43 | 40 | 37 | 34 | 32 | 30 | 28 | 26 | 24 | 22 | 20 | 18 | 16 | 15 | 14 | 13 | 12 | 11 | 10 | 9  | 8  | 7  | 6  | 5  | 4  | 3  | 2  | 1  |

| Platzierung | 1  | 2  | 3  | 4  | 5  | 6  | 7  | 8  | 9  | 10 | 11 | 12 | 13 | 14 | 15 | 16 | 17 | 18 | 19 | 20 | 21 | 22 | 23 | 24 | 25 |
| Punkte      | 30 | 26 | 24 | 22 | 21 | 20 | 19 | 18 | 17 | 16 | 15 | 14 | 13 | 12 | 11 | 10 | 9  | 8  | 7  | 6  | 5  | 4  | 3  | 2  | 1  |

### Streichergebnisse
Wie auch im Biathlon-Weltcup gibt es im IBU-Cup Streichergebnisse. Am Saisonende werden die zwei schlechtesten Ergebnisse jedes Starters gestrichen und danach die endgültige IBU-Cup-Wertung berechnet. In den Disziplinenwertungen werden keine Ergebnisse gestrichen.

## Disziplinen

### Übersicht
- Der Sprint ist die am häufigsten im IBU-Cup gelaufene Disziplin, er findet nahezu an jedem Veranstaltungsort statt. Die Athleten gehen im Intervallstart in der Regel im Abstand von 30 Sekunden auf die für Frauen 7,5 km und für Männer 10 km lange Strecke. Es wird zweimal in der Abfolge liegend–stehend geschossen, für jeden Fehlschuss muss ein Athlet eine 150 m lange Strafrunde absolvieren, die einen Zeitverlust von etwas mehr als 20 Sekunden bedeutet.
- Die Verfolgung ist nach dem Sprint die zweithäufigste Disziplin im IBU-Cup. Sie ist keine eigenständige Disziplin, sondern schließt sich an einen vorausgegangenen Wettbewerb an. Dies ist meist ein Sprint, in Ausnahmefällen auch ein Einzelwettkampf. Die besten 60 Teilnehmer des sogenannten Qualifikationswettkampfes gehen in der Reihenfolge ihrer Platzierung und mit den jeweiligen – bei einem vorausgegangenen Einzelrennen jedoch zuvor halbierten – Zeitrückständen ins Verfolgungsrennen. Bei Startverzicht qualifizierter Athleten wird das Teilnehmerfeld nicht aufgefüllt. Die Distanz des Verfolgungsrennens beträgt für Frauen 10 km und für Männer 12,5 km. Es wird zunächst zweimal liegend, dann zweimal stehend geschossen. Wie im Sprint gibt es pro Fehlschuss eine Strafrunde.
- Der Einzelwettkampf ist die traditionsreichste Disziplin, die jedoch im IBU-Cup selten ausgetragen wird. Im Wechsel liegend–stehend wird insgesamt viermal geschossen, für jeden Fehlschuss wird den Teilnehmern eine Strafminute auf ihre Wettkampfzeit hinzuaddiert. Die Streckenlänge beträgt für die Frauen 15 km und für die Männer 20 km. Wie im Sprint nehmen die Athleten im Intervallstart das Rennen auf.
- Der Massenstart wurde im IBU-Cup bis zur Saison 2017/18 kaum ausgetragen. Seit der Saison 2018/19 wird der Massenstart 60 im IBU-Cup ausgetragen. Die 30 besten Athleten starten gleichzeitig in ein Rennen mit einer Distanz von 12,5 km für Frauen und 15 km für Männer. Es wird wie in der Verfolgung zweimal liegend und zweimal stehend geschossen. Pro nicht getroffener Scheibe muss eine Strafrunde absolviert werden, gewertet wird anhand des Zieleinlaufs. Üblicherweise die 25 besten Athleten der Cupwertung sowie die fünf punktbesten Athleten des Wettkampfwochenendes, die nicht innerhalb der 25 besten der Cupwertung sind, nominiert. Bei Europameisterschaften setzt sich die Startliste aus den 10 besten Athleten der Cupwertung und den Medaillengewinnern der vorhergegangenen Wettkämpfe zusammen. Die restlichen freien Startplätze werden mit den punktbesten Athleten der Titelkämpfe besetzt.
- Der Massenstart 60 wurde zum ersten Mal in der Saison 2017/18 im IBU-Cup ausgetragen. Bei diesem Massenstart starten 60 Athleten gleichzeitig. Anstatt fünf werden sechs Laufrunden absolviert. Nach der ersten Runde absolvieren die ersten 30 Athleten das erste Schießen im liegenden Anschlag während die restlichen 30 eine weitere Runde laufen. Nach der dritten Runde folgt für alle Athleten die zweite Schießeinlage. Wie auch im Verfolgungswettkampf wird zunächst zweimal liegend und dann zweimal stehend geschossen.
- In den Staffelwettbewerben bilden jeweils vier Frauen bzw. vier Männer eine Mannschaft. Es wird je einmal liegend und stehend geschossen, zusätzlich zu den normalen fünf Schuss Munition stehen jedem Läufer pro Schießen drei Reservepatronen zur Verfügung. Für jede nach acht Schüssen nicht getroffene Scheibe muss eine Strafrunde gelaufen werden. Bei den Herren beträgt die Streckenlänge für jeden Läufer 7,5 km, bei den Damen mittlerweile 6 km.
  - Die Mixed-Staffel (auch: gemischte Staffel) ist eine Sonderform des Staffelwettbewerbs. Hier bilden zwei Frauen und zwei Männer einer Nation jeweils eine Mannschaft. Die Regeln sind identisch, seit der Saison 2019/20 ist die Laufstrecke für alle Athleten identisch. Wenn die Damen zuerst starten, beträgt die Laufstrecke 6 km und bei einem Start der Herren 7,5 km. Davor liefen die Damen 6 km und die Herren 7,5 km.
  - Die Single-Mixed-Staffel (auch: einfache gemischte Staffel) wird seit der Saison 2015/16 ausgetragen. Hier bilden ein Mann und eine Frau eine Mannschaft. Die Frauen absolvieren den ersten Abschnitt mit 2 × 1,5 km Laufstrecke und jeweils einmal Liegend- und Stehendschießen. Direkt nach der zweiten Schießeinlage übergibt die Frau an den Mann, der die gleiche Strecke absolvieren muss. Der Mann übergibt wieder an die Frau, welche nach insgesamt 6 km wieder an den Mann übergibt. Dieser muss nach dem letzten stehenden Anschlag eine zusätzliche Runde laufen, was eine Gesamtstrecke von 7,5 km ergibt. Wie in den anderen Staffeln auch gibt es pro Schießeinlage drei Nachladepatronen, für jede nicht getroffene Scheibe muss eine Strafrunde gelaufen werden. Diese ist jedoch bei der Single-Mixed-Staffel nur 75 m lang. Für die Biathlon-Europameisterschaften 2016 im russischen Tjumen wurde diese Wettkampfart auch in das Programm aufgenommen.

## Veranstaltungsorte
Obwohl Veranstaltungsorte und Termine von Jahr zu Jahr leicht voneinander abweichen, ist eine gewisse Regelmäßigkeit bei der Auswahl und Abfolge der Orte vorhanden. Die IBU-Cupsaison beginnt wegen der mutmaßlich höheren Schneesicherheit oftmals in Skandinavien, beispielsweise in Idre (Schweden). Der 2. IBU-Cup wird häufig nach Obertilliach (Österreich) vergeben. Der letzte Austragungsort des Jahres findet entweder in Martell oder Ridnaun (beide Italien) statt. Im Januar finden Wettbewerbe in Altenberg (Deutschland) und Nové Město na Moravě (Tschechien) statt. Der 6. IBU-Cup findet abwechselnd in Haute-Maurienne (Frankreich) oder im italienischen Martell statt.
Im Februar finden in der Regel die Europameisterschaften statt, die seit der IBU-Cup 2015/16 auch zum IBU-Cup zählen.
Auf den Saisonhöhepunkt folgen häufig noch einmal IBU-Cuprennen in Europa, gelegentlich auch in Russland.